# AC/DC (álbum)
AC/DC (abreviatura de Antes de Cabal/Depois de Cabal) é o segundo álbum de estúdio do rapper brasileiro C4bal, produzido pelo Riztocrat do grupo africano Sevenlox. Lançado em 4 de agosto de 2010 pela sua gravadora independente, a PROHIPHOP, AC/DC contém a participação de diversos artistas nacionais em algumas das 16 faixas do CD.

## Faixas
| N.º | Título                                              | Duração |  |
| 1.  | "C.A. Bounce"                                       | 3:37    |  |
| 2.  | "Não Pare" (part. Tony Williams & Riztocrat)        | 3:25    |  |
| 3.  | "Doce" (part. Ester Campos)                         | 3:54    |  |
| 4.  | "Tio Cabal"                                         | 5:10    |  |
| 5.  | "Eu Faço Isso"                                      | 3:35    |  |
| 6.  | "Faz Assim" (part. DJ Milk e Seven Lox)             | 3:53    |  |
| 7.  | "Menina Má"                                         | 3:54    |  |
| 8.  | "Quando Eu te Ligar"                                | 3:03    |  |
| 9.  | "Até o Chão"                                        | 3:48    |  |
| 10. | "Eu Só" (part. Mel Ravasio)                         | 3:45    |  |
| 11. | "Traz de Volta" (part. Thaíde, Mr. Bomba e Jackson) | 3:58    |  |
| 12. | "Mundo em Crise"                                    | 4:07    |  |
| 13. | "Vai Melhorar" (part. Martinho da Vila)             | 3:42    |  |
| 14. | "Sonhei com Você"                                   | 5:35    |  |
| 15. | "Linda Garota" (part. Tony Williams)                | 3:37    |  |
| 16. | "Toda Patricinha"                                   | 3:19    |  |